# CR375 (Luxemburg)
De CR375 (Chemin Repris 375) is een verkeersroute in Luxemburg tussen de omgeving van Drauffelt (CR325) en Weicherdange (CR327). De route heeft een lengte van ongeveer 3 kilometer.
De route ligt grotendeels langs open velden.
CR101 ·
CR102 ·
CR103 ·
CR104 ·
CR105 ·
CR106 ·
CR107 ·
CR108 ·
CR109 ·
CR110 ·
CR111 ·
CR112 ·
CR113 ·
CR114 ·
CR115 ·
CR116 ·
CR117 ·
CR118 ·
CR119 ·
CR120 ·
CR121 ·
CR122 ·
CR123 ·
CR124 ·
CR125 ·
CR126 ·
CR127 ·
CR128 ·
CR129 ·
CR130 ·
CR131 ·
CR132 ·
CR133 ·
CR134 ·
CR135 ·
CR136 ·
CR137 ·
CR138 ·
CR139 ·
CR140 ·
CR141 ·
CR142 ·
CR143 ·
CR144 ·
CR145 ·
CR146 ·
CR147 ·
CR148 ·
CR149 ·
CR150 ·
CR151 ·
CR152 ·
CR153 ·
CR154 ·
CR155 ·
CR156 ·
CR157 ·
CR158 ·
CR159 ·
CR160 ·
CR161 ·
CR162 ·
CR163 ·
CR164 ·
CR165 ·
CR166 ·
CR167 ·
CR168 ·
CR169 ·
CR170 ·
CR171 ·
CR172 ·
CR173 ·
CR174 ·
CR175 ·
CR176 ·
CR177 ·
CR178 ·
CR179 ·
CR180 ·
CR181 ·
CR182 ·
CR183 ·
CR184 ·
CR185 ·
CR186 ·
CR187 ·
CR188 ·
CR189 ·
CR190
CR200 ·
CR201 ·
CR202 ·
CR203 ·
CR204 ·
CR205 ·
CR206 ·
CR207 ·
CR208 ·
CR210 ·
CR211 ·
CR212 ·
CR213 ·
CR215 ·
CR216 ·
CR217 ·
CR218 ·
CR219 ·
CR220 ·
CR221 ·
CR222 ·
CR223 ·
CR224 ·
CR225 ·
CR226 ·
CR227 ·
CR228 ·
CR229 ·
CR230 ·
CR231 ·
CR232 ·
CR233 ·
CR234
CR301 ·
CR302 ·
CR303 ·
CR304 ·
CR305 ·
CR306 ·
CR307 ·
CR308 ·
CR309 ·
CR310 ·
CR311 ·
CR312 ·
CR313 ·
CR314 ·
CR315 ·
CR316 ·
CR317 ·
CR318 ·
CR319 ·
CR320 ·
CR321 ·
CR322 ·
CR323 ·
CR324 ·
CR325 ·
CR326 ·
CR327 ·
CR328 ·
CR329 ·
CR330 ·
CR331 ·
CR332 ·
CR333 ·
CR334 ·
CR335 ·
CR336 ·
CR337 ·
CR338 ·
CR339 ·
CR340 ·
CR341 ·
CR342 ·
CR343 ·
CR344 ·
CR345 ·
CR346 ·
CR347 ·
CR348 ·
CR349 ·
CR350 ·
CR351 ·
CR352 ·
CR353 ·
CR354 ·
CR355 ·
CR356 ·
CR357 ·
CR358 ·
CR359 ·
CR360 ·
CR361 ·
CR362 ·
CR364 ·
CR365 ·
CR366 ·
CR367 ·
CR368 ·
CR369 ·
CR370 ·
CR371 ·
CR372 ·
CR373 ·
CR374 ·
CR375 ·
CR376 ·
CR377 ·
CR378 ·
CR379
Routes die cursief vermeld staan, zijn voormalige routes.